# Top Marques Monaco

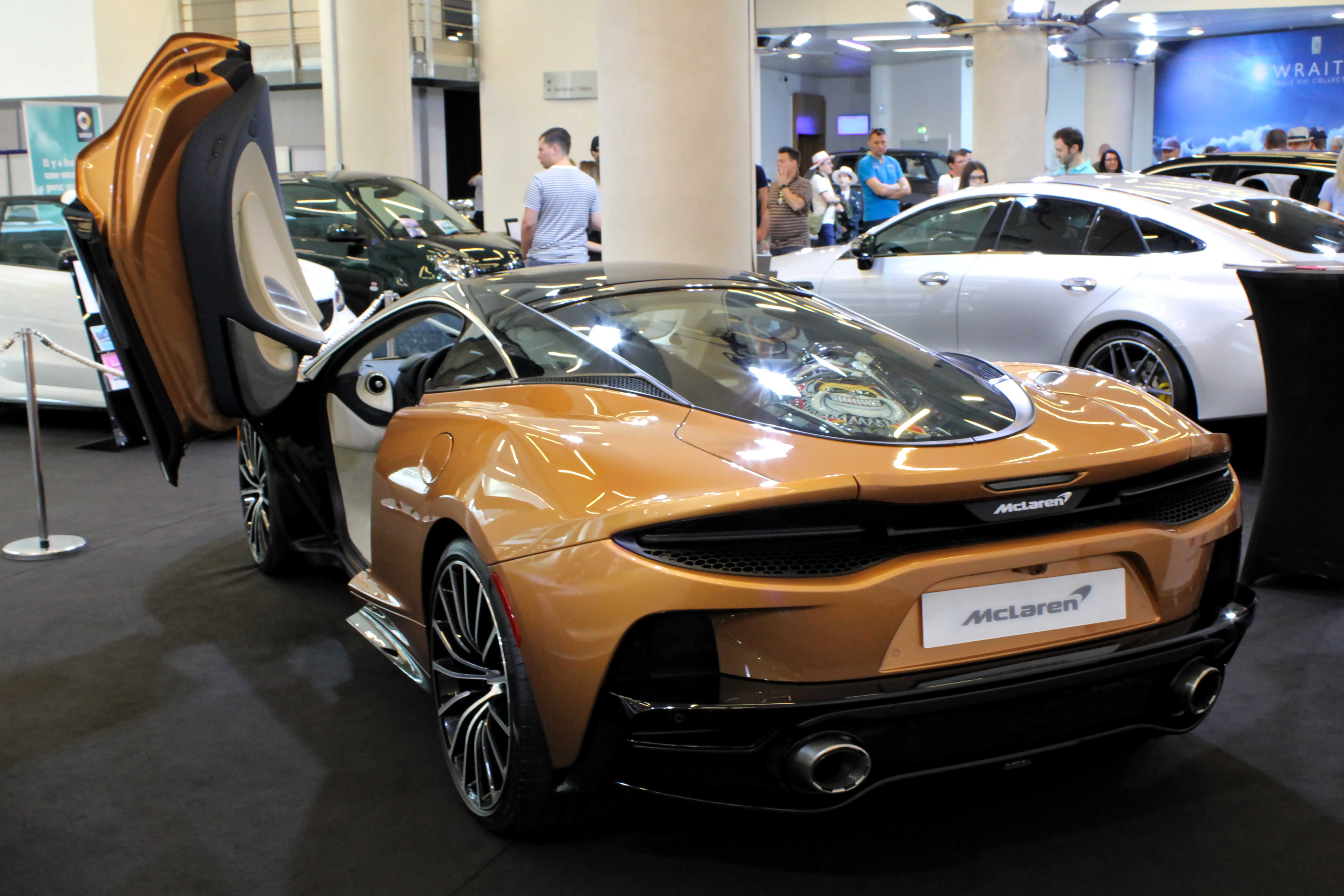
Sportwagen wie der McLaren GT wurden auf der Top Marques Monaco erstmals vorgestellt.

Die Top Marques Monaco ist eine Automobilausstellung für Luxusfahrzeuge, die seit 2003 jährlich im Fürstentum Monaco stattfindet. Veranstaltungsort ist das Grimaldi Forum im Stadtteil Larvotto. Neben Kraftfahrzeugen werden auch Yachten, Hubschrauber, exklusive Armbanduhren und Schmuck ausgestellt. Laut dem Veranstalter ist die Top Marques Monaco nach dem Großen Preis von Monaco, den Monte Carlo Masters und der Monaco Yacht Show die viertgrößte jährlich stattfindende Veranstaltung im Fürstentum.
Bis 2018 fand die Ausstellung im April während den Monte Carlo Masters statt. Seit 2019 wird die Top Marques Monaco am Wochenende nach dem Großen Preis von Monaco – also in der Regel im Juni – veranstaltet. Von Beginn an ist Fürst Albert II. Schirmherr der Veranstaltung.